# John Stewart (Eishockeyspieler, 1950)
John Alexander Stewart (* 16. Mai 1950 in Eriksdale, Manitoba) ist ein ehemaliger kanadischer Eishockeyspieler, der im Verlauf seiner aktiven Karriere zwischen 1967 und 1978 unter anderem 262 Spiele für die Pittsburgh Penguins, Atlanta Flames und California Golden Seals in der National Hockey League (NHL) sowie 98 weitere für die Cleveland Crusaders, Minnesota Fighting Saints und Birmingham Bulls in der World Hockey Association (WHA) auf der Position des linken Flügelstürmers bestritten hat.

## Karriere
Stewart verbrachte den Beginn seiner Juniorenzeit von 1968 an bei den Winnipeg Jets in der Western Canada Hockey League (WCHL), wechselte jedoch kurz nach dem Start des Spieljahres 1968/69 zu den Éperviers de Sorel in die Ligue de hockey junior du Québec (LHJQ), mit denen er im Jahr 1969 den Memorial Cup erreichte. Zur Spielzeit 1969/70 kehrte der Flügelstürmer in seine Heimatprovinz und die WCHL zurück. Er lief die Saison bei den Flin Flon Bombers  auf, verpasste jedoch aufgrund einer Sprunggelenksverletzung einen Großteil der regulären Saison. In den Playoffs war er aber wieder bei seiner vollen Leistungsfähigkeit und führte die Mannschaft gemeinsam mit Chuck Arnason und Reggie Leach zum Gewinn des President’s Cup der WCHL. Anschließend wurde der Angreifer im NHL Amateur Draft 1970 in der zweiten Runde an 21. Stelle von den Pittsburgh Penguins aus der National Hockey League (NHL) ausgewählt.
Zur Saison 1970/71 wechselte der 20-Jährige in den Profibereich und in die Organisation Pittsburghs. Dort kam er in den folgenden Spielzeiten zu insgesamt 40 Einsätzen. Hauptsächlich lief er aber für deren Farmteams in den Minor Leagues auf. So stand er für die Amarillo Wranglers in der Central Hockey League (CHL) und die Hershey Bears in der American Hockey League (AHL) auf dem Eis. Aufgrund seiner untergeordneten Rolle im Kader der Penguins blieb Stewart für den NHL Expansion Draft 1972 ungeschützt und so wählten ihn die neu gegründeten Atlanta Flames aus. Bei den Flames gelang dem Angreifer der Sprung zum NHL-Stammspieler. Über den Verlauf von zwei Spielzeiten sammelte der Kanadier jeweils mehr als 30 Scorerpunkte. Dennoch trennte sich Atlanta im Juli 1974 von ihm, als er im Tausch für Hilliard Graves an die California Golden Seals abgegeben wurde. Bei den Kaliforniern bestritt Stewart in der Saison 1974/75 sein letztes Jahr in der NHL.
Im Juni 1975 entschied sich der Offensivspieler in die World Hockey Association (WHA) zu wechseln, die drei Jahre zuvor als Konkurrenzliga zur NHL gegründet und aufgebaut worden war. In der WHA hatten sich im Februar 1972 während des WHA General Player Draft die Alberta Oilers seine Transferrechte gesichert. Nach der Umbenennung in Edmonton Oilers hatten diese seine Rechte an die Cleveland Crusaders abgegeben, die Stewart daraufhin verpflichteten. In Cleveland verbrachte der Stürmer eine Saison, ehe das Franchise in den Bundesstaat Minnesota umgesiedelt und in Minnesota Fighting Saints umbenannt wurde. Bis die Fighting Saints im Januar 1976 den Spielbetrieb einstellten, hatte er 15 Spiele für das Team absolviert und wechselte anschließend als Free Agent zum Ligakonkurrenten Birmingham Bulls. Für die Bulls stand er bis zum Ende der Saison 1976/77 jedoch nur in einer Begegnung auf dem Eis. Seine letzte Profisaison bestritt der 27-Jährige für die Philadelphia Firebirds in der American Hockey League (AHL), bevor er seine aktive Karriere im Sommer 1978 beendete.

## Erfolge und Auszeichnungen
- 1970 President’s-Cup-Gewinn mit den Flin Flon Bombers

## Karrierestatistik
(Legende zur Spielerstatistik: Sp oder GP = absolvierte Spiele; T oder G = erzielte Tore; V oder A = erzielte Assists; Pkt oder Pts = erzielte Scorerpunkte; SM oder PIM = erhaltene Strafminuten; +/− = Plus/Minus-Bilanz; PP = erzielte Überzahltore; SH = erzielte Unterzahltore; GW = erzielte Siegtore; 1 Play-downs/Relegation; Kursiv: Statistik nicht vollständig)